# Чинихо
Архипелаг Чи́нихо (исп. Archipiélago Chinijo) — небольшой архипелаг в Атлантическом океане, расположенный в северо-восточной части Канарских островов, Испания, к северу от острова Лансароте. В состав архипелага входят острова Монтанья-Клара, Алегранса, Грасьоса, Роке-дель-Эсте и Роке-дель-Оэсте.

## Этимология
Термин chinijo означает «маленький» и типичен для лексикона Лансароте, где он в основном используется для ласкового обращения к детям. Название Чинихо для обозначения этого архипелага начало использоваться примерно в 1980 году в туристических картах, информационных очерках и других публикациях. Однако оно не стало популярным у местного населения, и архипелаг также принято называть los Islotes («Островки»).

## Описание

Расположение Тегисе на Лансароте и Чинихо

Это охраняемое природное пространство, представляющее собой крупнейший морской заповедник в Европейском союзе площадью 700 км². Архипелаг находится под управлением Лансароте и принадлежит муниципалитету Тегисе. Помимо экологической ценности, Грасьоса представляет собой район с высокой археологической ценностью. В проливе Эль-Рио, отделяющем его от Лансароте, были совершены многочисленные находки затонувших кораблей.
Архипелаг расположен на широкой подводной платформе глубиной менее ста метров (в некоторых точках достигает двухсот). Доступ на острова осуществляется на лодках, которые соединяют порт Орсола (остров Ариа) с портом Калета-дель-Себо (остров Грасьоса).
Архипелаг является частью природного парка Parque natural del Archipiélago Chinijo, созданного в 1986 году. В парк входит также часть скалистого северного побережья острова Лансароте (Лос-Рискос-де-Фамара). Площадь природного парка совпадает с площадью морского заповедника. В 1994 году Европейский союз определил особую зону под заповедник для птиц.
| Острова                                          | Координаты                      | Площадь (км²) | Карта                                                            |
| ------------------------------------------------ | ------------------------------- | ------------- | ---------------------------------------------------------------- |
| Грасьоса                                         | 29°15′07″ с. ш. 13°30′29″ з. д. | 29,5          | Алегранса Грасьоса Монтанья-Клара Роке-дель-Эсте Роке-дель-Оэсте |
| Алегранса                                        | 29°23′34″ с. ш. 13°30′33″ з. д. | 10,3          | Алегранса Грасьоса Монтанья-Клара Роке-дель-Эсте Роке-дель-Оэсте |
| Монтанья-Клара                                   | 29°17′49″ с. ш. 13°32′06″ з. д. | 2,7           | Алегранса Грасьоса Монтанья-Клара Роке-дель-Эсте Роке-дель-Оэсте |
| Роке-дель-Эсте                                   | 29°16′35″ с. ш. 13°20′15″ з. д. | 0,064         | Алегранса Грасьоса Монтанья-Клара Роке-дель-Эсте Роке-дель-Оэсте |
| Роке-дель-Оэсте                                  | 29°18′39″ с. ш. 13°31′38″ з. д. | 0,0157        | Алегранса Грасьоса Монтанья-Клара Роке-дель-Эсте Роке-дель-Оэсте |
| Источник: Boletín Oficial de Canarias (2006/85). |                                 |               |                                                                  |

## Демография
Грасьоса — единственный обитаемый остров с населением около 730 человек (на 2018 год). В 1910 году в Калета-дель-Себо, крупнейшем поселении Грасьосы, проживало 169 жителей. Согласно муниципальному реестру Instituto Nacional de Estadística (INE) 2022 года, в Калета-дель-Себо зарегистрировано 716 жителей (401 женщина и 315 мужчин), что составляет 99,45 % населения Грасьосы и 3,13 % от общей численности муниципалитета Тегисе.

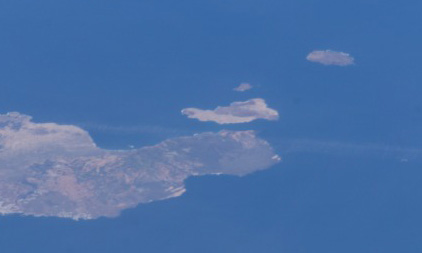
Вид с воздуха на острова (снизу вверх) Лансароте, Грасьоса, Монтанья-Клара и Алегранса

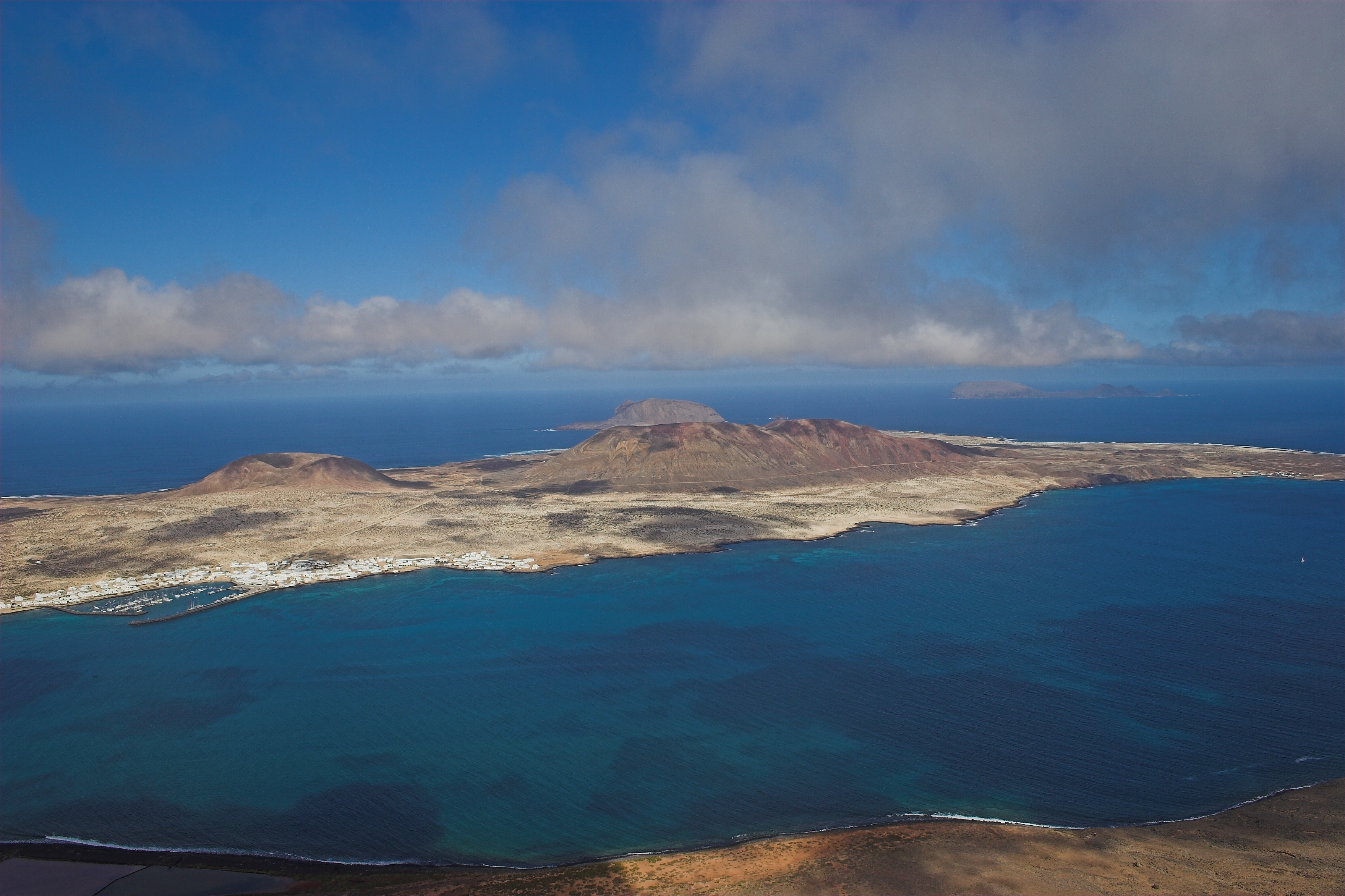
Общий вид на архипелаг. На переднем плане виден остров Грасьоса, за ним: Монтанья-Клара и Алегранса

## Флора и фауна
Благодаря своему высокому биологическому разнообразию (более чем 2000 морских и наземных видов), а также своему геологическому значению архипелаг Чинихо представляет собой важнейшее охраняемое природное морское пространство на Канарских островах. Чинихо возглавляет список самых важных территорий для сохранения птиц на островах. Кроме того, Чинихо занимает четвёртое место в Европе по наличию эндемичных растений.
На территории заповедника зарегистрированы 2312 видов и 240 подвидов, что соответствует 18 % всех видов и 26 % подвидов, указанных для всех Канарских островов. Природный парк архипелага Чинихо является охраняемой природной территорией с наиболее цитируемыми таксонами (1209, 47,4 %). Это также район с наибольшим количеством эндемичных таксонов Канарских островов (348, 61,9 %) и с наибольшим количеством эндемичных таксонов, исключительных для Лансароте и Чинихо (82, 75,9 %).
В парке гнездятся, как минимум, 29 видов птиц, отмечается большое разнообразие видов хищных птиц, находящихся под угрозой исчезновения: малый буревестник, белолобый буревестник, скопа (известная здесь как гинчо), вид сов, называемый здесь коруха, и др. На Канарских островах присутствуют восемь из девяти видов морских птиц, и были замечены около 150 видов перелётных птиц, которые обычно останавливаются здесь на пути к Сахаре.
Морской заповедник Чинихо насчитывает 774 описанных вида. Наибольшее разнообразие водорослей на Канарских островах встречается именно здесь (304 вида). На дне заповедника находятся лучшие популяции кораллов на Канарских островах. Кроме того, здесь сосредоточено самое большое разнообразие рыб на Канарских островах: 228 видов, среди которых некоторые находятся под угрозой исчезновения (такие как Pejeperro canarias или окрашенный морской окунь). Кроме рыб в морском пространстве заповедника обитают головоногие моллюски и кожистые черепахи. Отмечается миграционное присутствие до 10 видов крупных морских млекопитающих. Малый полосатик (Balaenoptera acutorostrata), карликовый кашалот (Kogia breviceps), косатка (Orcinus orca), гринда (Globicephala macrorhynchus), афалина (Tursiops truncatus), полосатый дельфин (Stenella coeruleoalba), обыкновенный дельфин (Delphinus delphis), серый дельфин (Grampus griseus), клюворыл (Ziphius cavirostris) и кашалот (Physeter macrocephalus) составляют 1/3 видов, зарегистрированных на Канарских островах. Два из них, серый дельфин и дельфин афалина, могут иметь стабильные популяции в морском заповеднике Чинихо, и его воды также могут быть транзитным пунктом для значительной части китообразных, замеченных на Канарских островах.
В некоторых источниках встречаются упоминания о том, что до 1960-х годов на острове Алегранса существовала стабильная популяция тюленя-монаха (Monachus monachus), однако по состоянию на 2023 год средиземноморский тюлень полностью вымер в Испании.

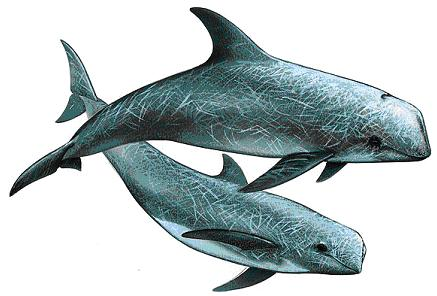
Серые дельфины посещают морской заповедник Чинихо в месяцы миграции.
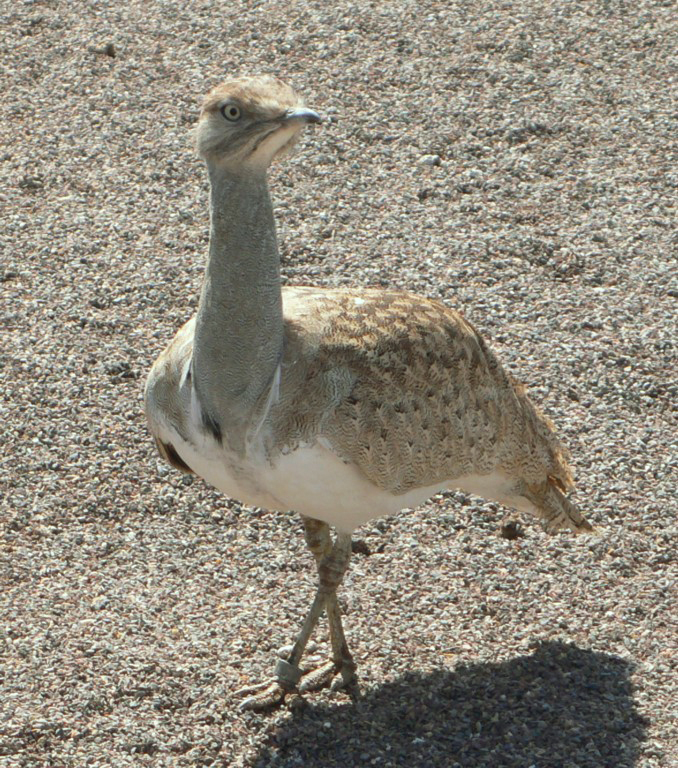
Подвид Chlamydotis undulata, обитающий на Канарских островах, относится к находящимся под угрозой исчезновения.
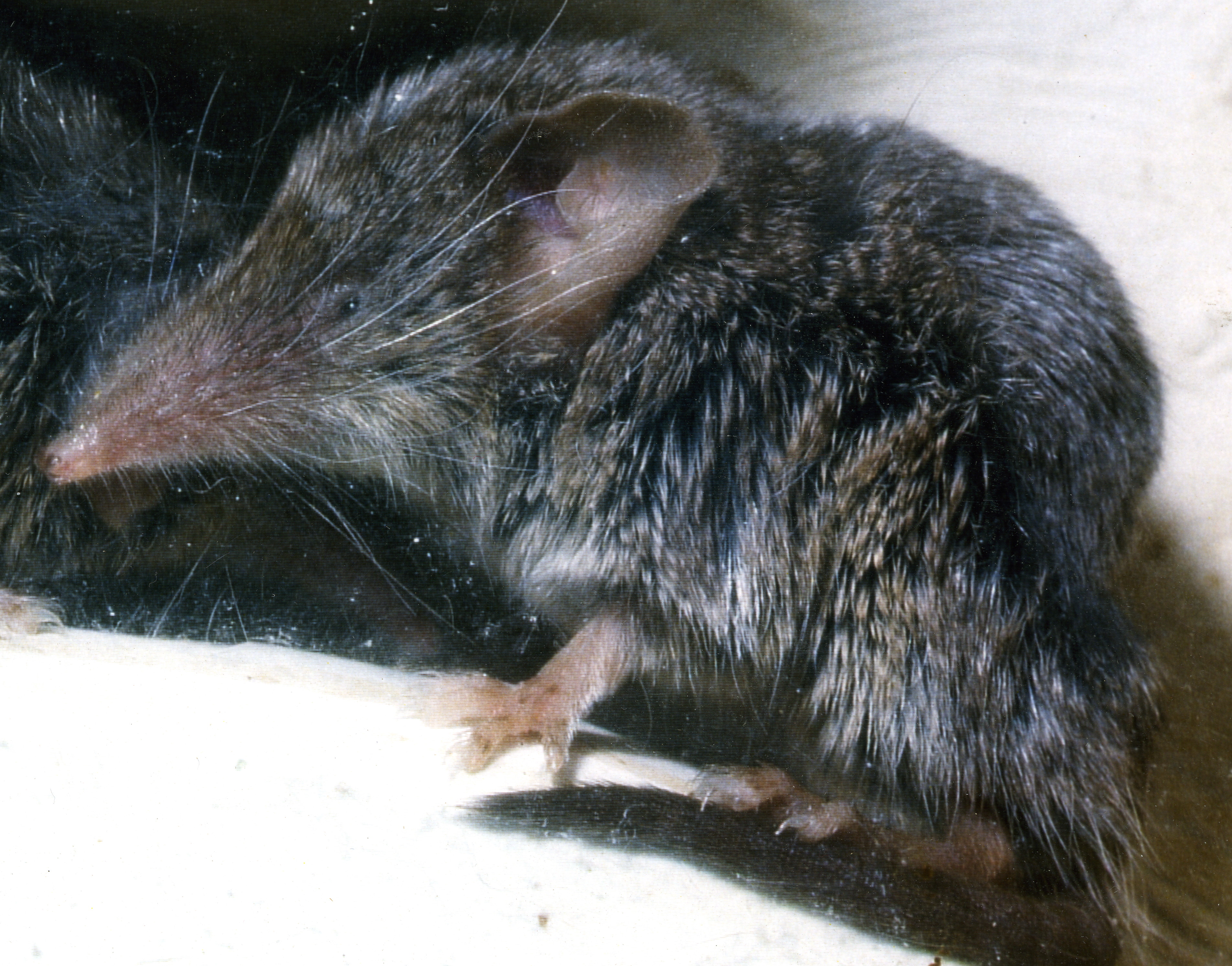
Канарская белозубка (Crocidura canariensis) — эндемик Канарских островов, единственное местное наземное млекопитающее, размножающееся в этом ареале; все остальные виды были завезены.
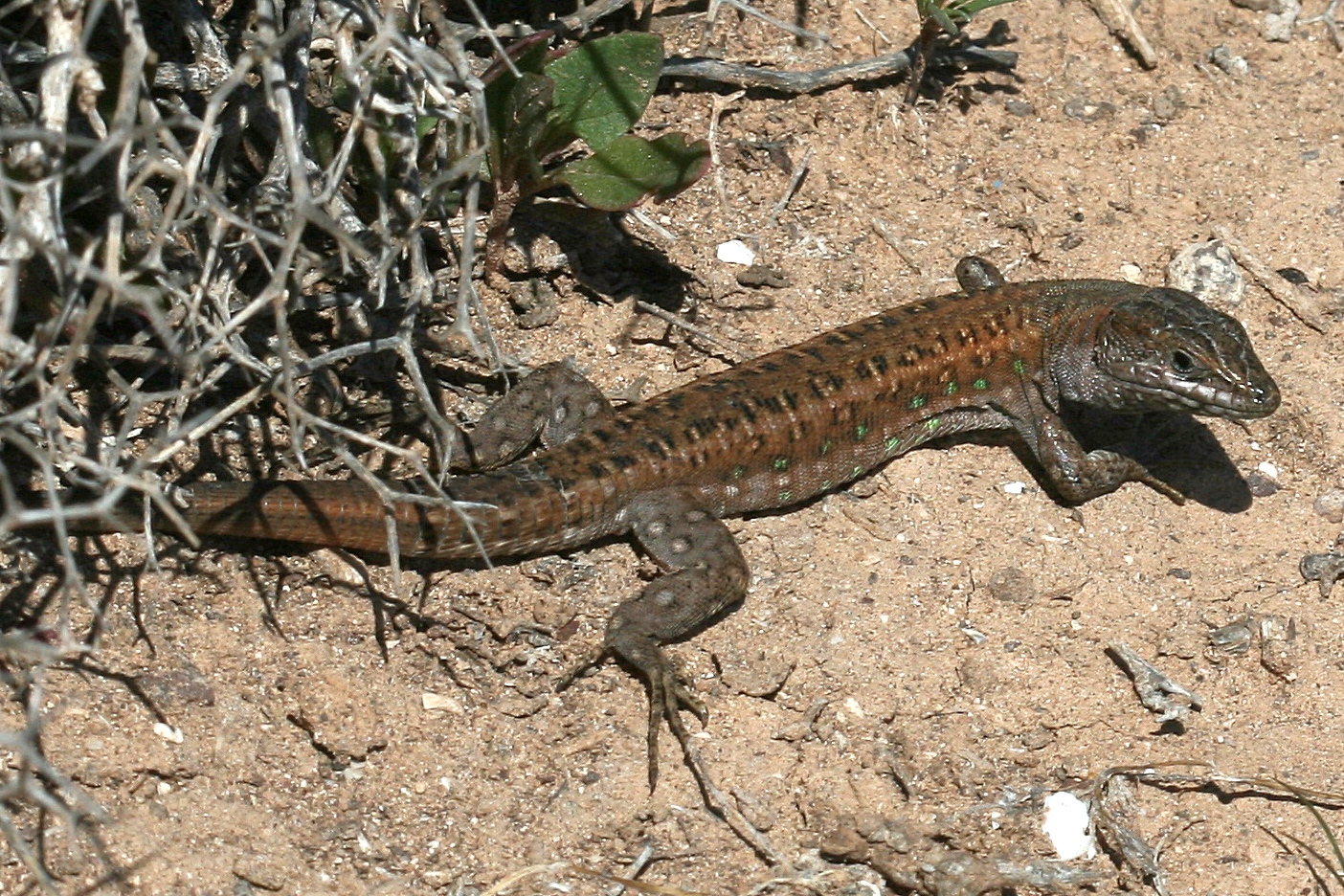
Gallotia atlantica — эндемик Канарских островов, присутствующий в Природном парке архипелага Чинихо.

## Туризм
Туризм на архипелаге развит слабо. На Грасьосе нет туристических отелей, и единственный способ добраться до острова — по морю из порта Орсола (две лодочные компании осуществляют регулярные рейсы). На востоке острова находится поселение Педро-Барба, обычно пустующее и заселяемое только летом. На Грасьосе имеются шесть пляжей с золотистым песком и кристально чистой водой (Playa de La Lambra, Playa de Las Conchas, Playa de La Cocina, Playa de La Francesa, Playa de El Salado, Playa de La Laja), которые отлично подходят для занятий виндсёрфингом и дайвингом. На острове также есть несколько обозначенных маршрутов для прогулок пешком или на автомобиле.